# Танталова печера
47°29′45″ пн. ш. 13°04′55″ сх. д. / 47.49583° пн. ш. 13.08194° сх. д.
Танталова печера (нім. Tantalhöhle, Tanntalhöhle) — найпротяжніша і найвідоміша печера в горах Hagengebirge, розташована в  Зальцбурзьких Берхтесгаденських Альпах, в Австрії. 
Утворена внаслідок карстових процесів у вапняковому тріасі. Вхід розташований високо вгорі і нині загальна протяжність печери бл. 34 км, тоді як глибина її становить бл. 440 м. Печеру відкрито в 1947 році зальцбурзьким ювеліром і спелеологом Альфредом Коппенвальнером.

## Етимологія
Назва походить не від однойменного хімічного елемента, а від назви дерев, що оточують вхід, які колись стояли там. Цей район відомий з часів Австро-Угорської монархії, коли чеські картографи описували назви околиць зі слів місцевого населення, а тому звуконаслідувальний запис робився максимально правильно. Проте, назва Танталової печери використовується багато десятиліть і спелеологи називають її просто Танталовою.

## Відкриття
Печера Scheukofen є однією з навідоміших в горі Hagengebirge. Вхід до неї знаходиться в пограничному шарі між Dolomit і Dachsteinkalk, двома скелями, що становлять гору Hagengebirge. Зальцбурзький спелеолог Альфред Коппенвальнер припустив, що в пограничному шарі можуть бути входи і до інших печер. Піссля закінчення Другої світової війни він вирішив провести дослідження і після декількох днів сходження і пошуків виявив вхід до Танталової печери.

## Ресурси Інтернету
- Фотографії печери
- Танталова печера